# 安多卫视
安多衛視，也稱为青海藏语綜合频道、青海藏语頻道，于2006年2月28日开播。此電視頻道是中国大陆的一家用藏汉双语播出电视节目的电视頻道，也是中国大陆唯一一家使用藏语安多方言播出的电视频道。

## 历史
- 2005年4月，国家广播电影电视总局正式批准青海电视台综合频道上星播出。同年10月28日，频道试播[1][2]。
- 2006年2月28日（藏历火狗新年），青海电视台综合频道正式开播[2]。开播初期只安排3个小时的藏语节目，其中包括1个小时的自制节目和1个多小时的译制节目，其余时间安排汉语节目播出[1]。最初为青海卫视的节目重播服务频道。
- 2009年1月26日，频道改版，藏语节目比例达到50%[3]。其后藏语节目比例不断增加，目前除下午两集汉语电视剧外，其余节目均为藏语。但由于频道呼号变更不顺利，故电视荧屏台标一直是“青海综合”。2010年5月26日晚上21点多，台标统一更换为青绿色气球台标。
- 2014年10月1日，青海藏语卫视频道改版换包装，使用青海广电新台标宣传片。电视荧屏台标由原来的“青海综合”改为“青海藏语”。原在次日晚上21:00播放的藏语译制央视《新闻联播》调整至当日晚22:00播放。
- 2015年5月15日，频道呼号由原来的“青海藏語”更名为“安多衛視”。